# إدي فورست (لاعب كرة قدم أمريكية)
إدي فورست (بالإنجليزية: Eddie Forrest)‏ هو لاعب كرة قدم أمريكية أمريكي، ولد في 12 يونيو 1921 في سان فرانسيسكو في الولايات المتحدة، وتوفي في 29 مايو 2001 في بالو ألتو في الولايات المتحدة.

## وصلات خارجية
- إدي فورست على موقع مرجع كرة القدم المحترفة.كوم (الإنجليزية)